# 1 de gener
El primer de gener és el primer dia de l'any del calendari gregorià. Resten 364 dies per a acabar l'any i 365 en els anys de traspàs.

## Esdeveniments
Països Catalans
- 1504, Gaeta: finalitza la guerra entre la corona d'Aragó contra el Regne de França per la conquesta del Regne de Nàpols.
- 1835, Barcelona: Es publica el primer número d'El Propagador de la libertad, una publicació política en castellà.[2]
- 1899, primer número de La Veu de Catalunya, diari en català que es publicà a Barcelona fins al 1937, amb dues edicions diàries.[3]
- 1919, Lleida: s'inaugura el Camp d'Esports.[4]
- 1935, Comença a editar-se L'Instant, «diari de la nit», un diari vespertí vinculat a la Lliga Catalana.[5]
- 2000, Barcelona: Lluís Maria Xirinacs inicia una plantada a la plaça de Sant Jaume per reclamar la independència dels Països Catalans; s'hi estarà prop de mig any.

Resta del món
- 153 aC, Per primera vegada, els cònsols romans comencen a governar a partir de l'1 de gener.[6]
- 45 aC, El calendari julià entra en vigor com a calendari civil de l'Imperi romà i s'estableix el primer de gener com a la primera data del nou any.[7]
- 42 aC, El Senat romà deïfica de manera pòstuma Julius Caesar.[8]
- 1502, Brasil: Amerigo Vespucci descobreix la badia que després s'anomenarà de Rio de Janeiro
- 1600, Escòcia marca el primer de gener com el començament de l'any, en lloc del 25 de març.[9]
- 1651, Carles II d'Anglaterra és coronat rei d'Escòcia.
- 1700, Rússia comença a usar l'era Anno Domini en lloc de l'era Anno Mundi de l'Imperi Romà d'Orient.[10]
- 1707: Joan V de Portugal és coronat rei.
- 1738, Antàrtida: l'explorador Jean-Baptiste Charles Bouvet de Lozier descobreix l'illa de Bouvet.
- 1788, Londres, Anglaterra: s'hi publica el primer número del diari The Times.
- 1801:
  - Es produeix la unió entre el Regne de la Gran Bretanya i el Regne d'Irlanda, donant pas al Regne Unit de la Gran Bretanya i Irlanda en l'Acta d'Unió (1800).
  - Palerm: Giuseppe Piazzi descobreix el primer asteroide, (1) Ceres.
- 1806, França: Napoleó deroga el calendari republicà i instaura el calendari gregorià.
- 1818: 
  - Independència de Xile.
  - Es publica la novel·la Frankenstein o el modern Prometeu de Mary Shelley.
  - Korigaum (Maharashtra, Índia): els britànics obtenen una victòria decisiva en la batalla de Koregaon que va posar fi a l'Imperi Maratha al guanyar la Guerra Pindari.
- 1820, Las Cabezas de San Juan, Andalusia: el general Rafael de Riego es rebel·la contra l'absolutisme monàrquic de Ferran VII d'Espanya i proclama la Constitució Espanyola de 1812.
- 1867, Suècia: Alfred Nobel obté per primera vegada dinamita de manera industrial.
- 1880, Panamà: hi comencen les feines per a la construcció del canal de Panamà.
- 1881: Kansas es converteix en el primer estat dels EUA a prohibir les begudes alcohòliques.[11]
- 1901, Espanya: s'aplica oficialment l'horari mitjançant la mesura del meridià de Greenwich.[12]
- 1912, Xina: el govern revolucionari proclama la República de la Xina i designa com a president provisional el líder nacionalista Sun Yat-sen.
- 1913, Espanya: dimiteix el president del govern Antoni Maura, líder del Partit Conservador.
- 1916, Mèxic: el polític Venustiano Carranza arriba amb la seva gent a Santiago de Querétaro, ciutat que proclama capital de la república (Revolució mexicana).
- 1918, Hollywood, Califòrnia, Estats Units: l'actor de cinema anglès Charles Chaplin hi inaugura els seus propis estudis cinematogràfics.
- 1919, Alemanya: fundació del Partit Comunista Alemany.
- 1943, Guadalcanal: hi acaba la batalla que duu el nom de l'illa, amb la victòria dels estatunidencs sobre els japonesos, Segona Guerra Mundial).
- 1948, Europa: entra en vigor, entre diversos països, l'Acord General sobre Tarifes Duaneres i Comerç (GATT).
- 1951, Ginebra, Suïssa: ACNUR inicia les seves funcions, amb l'objectiu de protegir i donar suport als refugiats.[13]
- 1956, Sudan: s'independitza d'Egipte i del Regne Unit.[14]
- 1959, Cuba: hi triomfa la revolució castrista i Fulgencio Batista en fuig.
- 1962, República Dominicana: després de la mort del dictador Trujillo, hi assumeix el poder el Consejo de Estado, presidit per Joaquín Balaguer.
- 1976, Veneçuela: el govern de Carlos Andrés Pérez nacionalitza l'explotació de petroli.[15]
- 1986, Espanya: entra en vigor el tractat de l'adhesió d'Espanya a la Comunitat Europea.
- 1989, Entra en vigor el protocol de Mont-real, ratificat per 29 països i la CEE, per protegir la capa d'ozó.
- 1992, Argentina: el peso substitueix l'austral com a moneda del país.[16]
- 1993, Txecoslovàquia deixa d'existir després de 74 anys d'història, en dividir-se en dos nous estats: Txèquia i Eslovàquia.
- 1994:
  - Entra en funcionament l'Espai Econòmic Europeu (EEE) i el tractat de lliure comerç (TLC) entre el Canadà, els Estats Units i Mèxic.
  - Chiapas, Mèxic: coincidint amb l'entrada en vigor del TLC, l'Exèrcit Zapatista d'Alliberament Nacional s'alça en armes contra el govern mexicà. Els zapatistes ocupen San Cristobal de las Casas, Altamirano, Las Margaritas… Les seves peticions bàsiques són: treball, terra, sostre, alimentació, salut, educació, independència, llibertat, democràcia, justícia i pau.
- 1999, Unió Europea: entra en vigor l'euro (€) per a transaccions financeres en onze dels quinze estats de la Unió Europea, malgrat que es continuen fent servir les antigues monedes fins al primer de gener del 2002.
- 2002, Unió Europea: es posen en circulació les monedes i bitllets d'euro (€), en onze dels quinze estats de la Unió Europea.
- 2003, Brasil: Lula Inácio da Silva esdevé president del país.
- 2010, Espanya: Televisió Espanyola (TVE) comença a emetre sense publicitat.[17]
- 2023, Croàcia: El país esdevé el vint-i-setè membre de l'espai Schengen, després que la Unió Europea acceptés la seva entrada el 8 de desembre del 2021.[18]

## Naixements
Països Catalans
- 1526 - València: Lluís Bertran, sant de l'orde dels dominics.
- 1586 - Barcelona: Pau Claris i Casademunt, polític, eclesiàstic i president de la Generalitat de Catalunya a l'inici de la Guerra dels segadors.
- 1600 - Marsella: Annibal Gantez, compositor.
- 1810 - Gandia: Manuel Climent i Cavedo, organista i compositor valencià (m. 1870).
- 1877 - València: Manuel González Martí, dibuixant, historiador i erudit valencià, fundador del Museu de Ceràmica de València (m. 1972).
- 1888 - Maspujols, Baix Camp: Higini Anglès i Pàmies, capellà i musicòleg català (n. 1968).
- 1891 - Santa Coloma de Queralt: Lluís Solà Padró, primer alcalde republicà de Santa Coloma de Queralt, condemnat a mort per un consell de guerra sumaríssim, i afusellat.
- 1892 - Igualada: Antoni Muset i Ferrer, escriptor i poeta català.
- 1896 - Barberà de la Conca: Maria Canaleta i Abellà, mestra catalana, depurada durant el franquisme (m.1980) .[19]
- 1898 - La Corunya: María Luz Morales, periodista i escriptora, referència clau del periodisme del segle xx (m. 1980).[20]
- 1899 - Sabadell, Vallès Occidental): Antoni Estruch i Serrabogunyà, futbolista català dels anys 1920 (m. 1950).
- 1900: 
  - Girona: Xavier Cugat i Mingall, músic i dibuixant català.
  - Barcelona: Aurora Redondo, actriu de teatre i cinema (m. 1996).[21]
- 1918:
  - Maçanet de la Selva, la Selva: Manuel Anglada i Ferran, estudiós de la cultura catalana d'Andorra i del Pirineu (m. 1998).
  - Sant Julià de Vilatorta (Osona): Camil Pallàs i Arisa, arquitecte i restaurador català (m. 1982).
- 1919 - Barcelona: Sara Berenguer Lahosa, militant anarcosindicalista i feminista llibertària catalana, activa en el moviment de les Mujeres Libres (m. 2010).
- 1924 - Barcelona: Josep Comes i Busquets, pintor català.
- 1925 - Ripoll: Pepeta Planas i Capdevila, esquiadora catalana, pionera de l'esquí alpí a Catalunya i a l'estat (m. 2006).[22]
- 1941 - Sa Pobla, Illes Balears: Simon Andreu Trobat, actor mallorquí.
- 1949 - Algemesí, Ribera Alta: Enric Lluch i Girbés, escriptor valencià.
- 1951 - Paterna: Vicent Salvador i Liern, poeta, assagista i filòleg valencià (m. 2023).
- 1954 - Vinalesa, Horta Nord: Vicent Pardo Peris, escriptor valencià.
- 1970 - Canes, França: Alícia Ramírez Gomis, actriu i presentadora de televisió valenciana.
- 1975- Sallent: Anna Gabriel Sabaté, exdiputada de la CUP-CC durant la XI legislatura del Parlament de Catalunya.
- 1979 - Barcelona: Gisela, cantant.
- 1983 - Barcelona: Daniel Jarque, futbolista català.
- 1992 - Caldes de Malavella, Selva: Ivan Balliu i Campeny, futbolista català.

Resta del món
- 1557, Cluj-Napoca, Transsilvània: Esteve Bocskai, noble hongarès de Transsilvània.
- 1618, Sevilla: Bartolomé Esteban Murillo, pintor espanyol (m. 1682).
- 1638, París: Antoinette du Ligier de la Garde Deshoulières, poetessa i filòsofa francesa (m.1694).[23]
- 1769, Londres: Jane Marcet, escriptora de llibres de divulgació científica, que tingueren una gran popularitat (m. 1858).[24]
- 1801, Erfurt: Heinrich Wilhelm Stolze, organista i compositor alemany del romanticisme.
- 1814, Fuyuanshui, Haudu, Guangzhou, Xina: Hong Xiuquan, fundador i líder del moviment Rebel·lió dels Taiping (m. 1864).
- 1818, Aravaca (Madrid): Cayetano Rosell y López, bibliògraf, historiador, dramaturg, editor i traductor (m. 1883).
- 1823: Sándor Petöfi, poeta hongarès.
- 1854, Glasgow, Escòcia: James George Frazer, antropòleg escocès.
- 1863, París, França: Pierre de Coubertin, instaurador dels Jocs Olímpics de l'era moderna.
- 1867, Plymouth Hoeː Mary Acworth Evershed, astrònoma i acadèmica britànica, especialista en Dante (m. 1949).[25]
- 1879, Londres, Anglaterra: Edward Morgan Forster, escriptor anglès.
- 1881, Smilde, Països Baixos: Carry van Bruggen, escriptora.[26]
- 1895, Washington DC, Estats Units d'Amèrica: John Edgar Hoover, fundador del Federal Bureau of Investigation (FBI).
- 1897, Braila, Romania: Ana Aslan, científica i metgessa romanesa.[27]
- 1917, Viena: Erwin Axer, director de teatre escriptor i professor universitari polonès.
- 1919, Nova York, Estats Units: Jerome David Salinger, escriptor estatunidenc, autor, entre d'altres, d'El vigilant en el camp de sègol (m. 2010).
- 1920, Petróvitxi, Smolensk, RSFS de Rússia: Isaac Asimov, científic i escriptor estatunidenc d'origen soviètic (m. 1992).
- 1927, Wichita, Kansas, EUA): Vernon Lomax Smith, economista nord-americà, Premi Nobel d'Economia de l'any 2002.
- 1928, Glasgow, Escòcia: Iain Crichton Smith, escriptor escocès.
- 1937, Istanbul, Turquia: Petros Màrkaris, escriptor i guionista grec.
- 1938, Edimburg: Edith Mary Wightman, historiadora i arqueòloga escocesa (m. 1983).[28]
- 1941, Stroud, Anglaterra: Martin Evans, genetista i bioquímic anglès guardonat amb el Premi Nobel de Medicina o Fisiologia.
- 1943, Chicago, Estats Units d'Amèrica: Richard Sennett, sociòleg i historiador estatunidenc.
- 1946, Costa d'Ivori: Alassane Ouattara, primer ministre de Costa d'Ivori.
- 1950, Bogotà: Laura Restrepo, escriptora i periodista colombiana.
- 1953, Changsha (Xina): Han Shaogong (en xinès simplificat: 韩少功; en pinyin: Hán Shǎogōng), escriptor xinès.[29]
- 1955, Much Wenlock, Shropshire, Anglaterra: Mary Beard, catedràtica de clàssiques, intel·lectual i divulgadora britànica.[30]
- 1956, París: Christine Lagarde, política i advocada francesa; ha estat directora de l'FMI i presidenta del Banc Central Europeu.[31]
- 1958: Bodil Ceballos, política i advocada sueca.
- 1961, Kazlu Ruda, Marijampolė, Lituània: Violeta Urmana, famosa soprano i mezzosoprano lituana.[32]
- 1968, Osijek, Croàcia: Davor Šuker, futbolista croat.

* 1972, Pointe-à-Pitre, Guadeloupe: Lilian Thuram, futbolista francès.
- 1981, Debrecen, Hongria: Zsolt Baumgartner, pilot de Fórmula 1.
- 1982, Unquillo, Argentina: David Nalbandian, tennista argentí.
- 1986 - Lviv: Viktòria Amèlina, escriptor i activista ucraïnès (m. 2023)
- 1991 - Chicago, Estats Units: Alexandra Grey, actriu i cantant estatunidenca.[33]
- 1993, Adama, Etiòpia: Sifan Hassan, atleta neerlandesa d'origen etíop.[34]

## Necrològiques
Països Catalans
- 2009 - Barcelona: Ermengol Passola i Badia, empresari i promotor cultural català (n.1925).
- 1864 - Sueca, Ribera Baixa: Josep Bernat i Baldoví, escriptor i poeta valencià (n. 1809).
- 1939 - Borriana, Plana Baixa: Joaquín Peris Fuentes, intel·lectual i historiador valencià, fou alcalde de Borriana (1899-1901), mandat en el qual se li atorga el títol de ciutat al municipi (n. 1854).
- 2000 - Montblanc: Maties Palau Ferré, pintor, escultor i ceramista català (n. 1921).
- 2004 - Olocau, el Camp de Túria: Florencio Pla Meseguer, la Pastora, maqui valencià (n. 1917).[35]
- 2005 - 
  - Madrid: Ethelvina-Ofelia Raga Selma, compositora, organista, directora d'orquestra i escriptora valenciana, primera dona a dirigir la Banda Municipal de València.[36]
  - València: Vicente Aguilera Cerni, crític d'art i assagista valencià (n. 1920).
- 2022 - Badalona: Joan Soler i Amigó, pedagog i escriptor català, especialitzat en la recerca de la cultura popular (n. 1941).
- 2022 - Barcelona: Jaume-Patrici Sayrach i Fatjó dels Xiprers, sacerdot catòlic, polític, escriptor i editor català (n. 1929).
- 2025:
  - Mataró: Josep Maria Castells Lloberas, discjòquei català (n. 1965).[37]
  - Joan Josep Guinovart i Cirera, farmacèutic i químic català (n. 1947).[38]

Resta del món
- 1617 - Harlem (Països Baixos): Hendrick Goltzius, pintor i gravador flamenc (n. 1558)
- 1739 - Kaliningrad: Johann Georg Neidhardt, organista, compositor i musicòleg barroc
- 1782 - Londres, Regne Unit: Johann Christian Bach, compositor alemany, fill onzè i darrer de Johann Sebastian Bach.
- 1793 - Venècia, Itàlia: Francesco Guardi, pintor italià.
- 1881 - París, França: Louis Auguste Blanqui, activista polític revolucionari francès.
- 1894 - Bonn, Imperi Alemany: Heinrich Rudolf Hertz, físic alemany.
- 1928 - París, França): Loïe Fuller, ballarina nord-americana (n. 1862).[39]
- 1941 - Haddam, Connecticut (EUA)ː Kate Campbell Hurd-Mead, feminista pionera i metgessa especialista en obstetrícia (n.1867).[40]
- 1953 - Oak Hill, Virgínia de l'Oest, (EUA): Hank Williams, cantant, compositor i músic estatunidenc.
- 1957 - Huittinen: Bertha Enwald, arquitecta i professora de dibuix finlandesa (n. 1871).[41]
- 1962 - París, França: Diego Martínez Barrio, polític espanyol i president del Govern d'Espanya l'any 1933.
- 1966 - París, França: Vincent Auriol, advocat, 16è president de la República Francesa, 1r de la IV República (n. 1884).
- 1986 - Cittiglio, Itàlia: Alfredo Binda, ciclista italià.
- 1992 - Nova York: Grace Hopper, militar nord-americana, pionera en el món de la informàtica (n. 1906).
- 1995:
  - Aube, França: Marcel Bidot, ciclista francès.
  - Princeton, Nova Jersey (EUA): Eugene Paul Wigner, físic i matemàtic estatunidenc d'origen hongarès, Premi Nobel de Física de l'any 1963 (n. 1902).
- 1998 - Albània: Haxhi Lleshi, militar i polític albanès i president d'Albània de 1953 a 1982.
- 2002 - Estocolm: Astrid Sampe, dissenyadora tèxtil sueca (n. 1909).[42]
- 2010 - Vermont, Estats Units: Freya von Moltke, activista alemanya membre del grup antinazi Cercle de Kreisau (n. 1911).[43]
- 2020 - Nova York, EUA: David Stern, comissari de l'NBA (n. 1942).
- 2021 - Lisboa: Carlos do Carmo, cantant portuguès que va aconseguir dimensió internacional a través del fado (n. 1939).[44]
- 2025:
  - Roma: Nora Orlandi, música italiana (n. 1933).
  - David Lodge, escriptor anglès (n. 1935).[45]

## Festes i commemoracions
- Cap d'any: festa de benvinguda de l'any nou.
- El Dolcíssim Nom de Jesús: és l'onomàstica dels Jesús, Manuels i Manueles i Salvadors, perquè l'àngel de l'Anunciació va proclamar que se l'anomenaria Emmanuel (fins al canvi del santoral del Concili Vaticà II, era una festivitat mòbil que se celebrava el segon diumenge de després de l'Epifania).
- Santoral:
  - Sant Telèmac de Roma, màrtir
  - Fulgenci de Ruspe, bisbe
  - Eufrosina d'Alexandria, verge
  - Clar de Viena, bisbe
  - Guillem de Dijon, abat
  - Basili d'Ais, bisbe
  - Odiló de Cluny, abat
  - Zedislava Berka, monja